# Loxosceles tenango
Loxosceles tenango är en spindelart som beskrevs av Willis J. Gertsch 1973. Loxosceles tenango ingår i släktet Loxosceles och familjen Sicariidae. Inga underarter finns listade i Catalogue of Life.